# Renia clitosalis
Renia clitosalis là một loài bướm đêm trong họ Noctuidae.